# Fu Shan Hai
Fu Shan Hai (kinesiska: 富山海) var namnet på det kinesiska bulkfartyg som den 31 maj 2003 befann sig strax norr om Bornholm och blev påkört i sidan av det Cypernregistrerade polska containerfartyget Gdynia. Det 200 meter långa fartyget sjönk med fören först kl. 20:37 samma kväll och lade sig på 65 meters djup.
Lasten bestod av 66 000 ton gödningsmedel (pottaska, kaliumkarbonat) men fartyget hade också ett tusental ton olja i sina bränsletankar. Den 3 juni 2003 nådde delar av oljan den skånska kusten. Detta var samma dag som Saab schemalagt sin pressvisning av nya Saab 9-3 Cabriolet på en av de drabbade stränderna.
Gdynias rederi, Euroafrica Linie Zeglugowe S-ka z o.o. och Saramace Shipmanagement Limited dömdes senare till ansvar för olyckan i december 2005 av domstolen i Rönne, Danmark, och ålades att betala ett skadestånd till det kinesiska rederiet, COSCO China Ocean Shipping Company, på motsvarande 107 miljoner svenska kronor, samt 400 000 danska kronor i rättegångskostnader.